# Trambulina Valea Cărbunării
Die Trambulina Valea Cărbunării ist eine Skisprungschanzenanlage am südlichen Stadtrand von Râșnov (Rosenau) im Kreis Brașov in Rumänien. Zur Anlage gehören zwei kleine Schanzen der Kategorie K 15, K 35, eine Mittelschanze der Kategorie K 64 (HS 71) und eine Normalschanze der Kategorie K 90 (HS 97). Alle Sprungschanzen sind mit Matten belegt.

## Geschichte
Bereits 1936 gab es in Râșnov die erste Sprungschanze. Von Juli 2009 bis August 2011 entstanden auf einem Steilhanggelände drei Kilometer südöstlich des Stadtzentrums, im Valea Carbunarii, drei Jugendschanzen der Kategorien K 64, K 35 und K 15 für das 2013 hier stattfindende Europäische Olympische Jugendfestival. Am 30. August 2011 startete der Trainingsbetrieb auf den Schanzen mit der rumänischen Skisprung-Nationalmannschaft. Am 9. Juni 2012 wurde der Schanzenkomplex mit einem FIS Cup offiziell eröffnet. Im Sommer 2011 begann man mit dem Bau einer K 90 (HS 100)-Normalschanze, sie wurde im Oktober 2012 mit dem ganzen Schanzenareal fertig und seitdem stehen vier Schanzen, zwei Kampfrichtertürme, Flutlichtanlagen und ein Lift zur Verfügung.
Das Projekt wird finanziert vom rumänischen Ministerium für Tourismus und regionale Entwicklung und vom österreichischen Ölkonzern OMV.

## Internationale Wettbewerbe
Genannt werden alle von der FIS organisierten Sprungwettbewerbe.
| Datum              | Sportart                       | Kategorie       | Schanze | 1. Platz                                                                            | 2. Platz                                                                  | 3. Platz                                                                            |
| ------------------ | ------------------------------ | --------------- | ------- | ----------------------------------------------------------------------------------- | ------------------------------------------------------------------------- | ----------------------------------------------------------------------------------- |
| 11. Februar 2012   | Skispringen, Männer            | FIS-Rennen      | HS71    | Iulian Pîtea                                                                        | Remus Tudor                                                               | Eduard Torok                                                                        |
| 12. Februar 2012   | Skispringen, Männer            | FIS-Rennen      | HS71    | Remus Tudor                                                                         | Iulian Pîtea                                                              | Robert Valentin Tatu                                                                |
| 9. Juni 2012       | Skispringen, Männer            | FIS Cup         | HS71    | Jure Šinkovec                                                                       | Lukáš Hlava                                                               | Robert Kranjec                                                                      |
| 19. Januar 2013    | Skispringen, Frauen            | FIS Cup         | HS71    | Sofja Tichonowa                                                                     | Daniela Haralambie                                                        | Chang Xinyue                                                                        |
| 19. Januar 2013    | Skispringen, Männer            | FIS Cup         | HS100   | Radik Schaparow                                                                     | Iulian Pîtea                                                              | Remus Tudor                                                                         |
| 20. Januar 2013    | Skispringen, Frauen            | FIS Cup         | HS71    | Sofja Tichonowa                                                                     | Darja Gruschina                                                           | Chang Xinyue                                                                        |
| 20. Januar 2013    | Skispringen, Männer            | FIS Cup         | HS100   | Iulian Pîtea                                                                        | Radik Schaparow                                                           | Przemysław Kantyka                                                                  |
| 18. Februar 2013   | Skispringen, Männer            | EYOF            | HS100   | Cene Prevc                                                                          | Anže Lanišek                                                              | Thomas Hofer                                                                        |
| 19. Februar 2013   | Skispringen, Frauen            | EYOF            | HS71    | Anna Rupprecht                                                                      | Sonja Schoitsch                                                           | Lena Selbach                                                                        |
| 20. Februar 2013   | Skispringen, Männer            | EYOF            | HS100   | SlowenienNejc Seretinek Cene Prevc Florjan Jelovčan Anže Lanišek                    | DeutschlandPaul Winter Julian Hahn Thomas Dufter Sebastian Bradatsch      | ÖsterreichMaximilian Steiner Mario Mendel Simon Greiderer Thomas Hofer              |
| 21. Februar 2013   | Skispringen, Frauen            | EYOF            | HS71    | TschechienKarolína Indráčková Michaela Rajnochová Natálie Dejmková Barbora Blažková | DeutschlandCelina Dollberg Carina Wursthorn Lena Selbach Anna Rupprecht   | RusslandAlina Bobrakowa Ajsylu Fachretdinowa Alena Sutjagina Kristina Sakirowa      |
| 22. Februar 2013   | Skispringen, Mixed             | EYOF            | HS71    | DeutschlandLena Selbach Anna Rupprecht Thomas Dufter Sebastian Bradatsch            | SlowenienAnja Javoršek Julija Sršen Cene Prevc Anže Lanišek               | ÖsterreichElisabeth Raudaschl Sonja Schoitsch Maximilian Steiner Thomas Hofer       |
| 28. September 2013 | Skispringen, Männer            | FIS Cup         | HS100   | Daito Takahashi                                                                     | Yukiya Satō                                                               | Robert Valentin Tatu                                                                |
| 28. September 2013 | Skispringen, Frauen            | FIS Cup         | HS71    | Raven Yip                                                                           | Yuka Kobayashi                                                            | Haruka Iwasa                                                                        |
| 29. September 2013 | Skispringen, Männer            | FIS Cup         | HS100   | Ryōyū Kobayashi                                                                     | Daito Takahashi                                                           | Minato Mabuchi                                                                      |
| 29. September 2013 | Skispringen, Frauen            | FIS Cup         | HS71    | Haruka Iwasa                                                                        | Mizuki Yamaguchi                                                          | Yuka Kobayashi                                                                      |
| 21. Februar 2014   | Skispringen, Männer            | FIS Cup         | HS100   | Maximilian Steiner                                                                  | Eduard Torok                                                              | Iulian Pîtea Markus Rupitsch                                                        |
| 21. Februar 2014   | Skispringen, Frauen            | FIS Cup         | HS71    | Sofja Tichonowa                                                                     | Daniela Haralambie                                                        | Katharina Keil                                                                      |
| 22. Februar 2014   | Skispringen, Männer            | FIS Cup         | HS100   | Eduard Torok                                                                        | Maximilian Steiner                                                        | Remus Tudor                                                                         |
| 22. Februar 2014   | Skispringen, Frauen            | FIS Cup         | HS71    | Sofja Tichonowa                                                                     | Katharina Keil                                                            | Anastassija Gladyschewa                                                             |
| 1. März 2014       | Skispringen, Frauen            | Weltcup         | HS100   | Sara Takanashi                                                                      | Maren Lundby                                                              | Yūki Itō                                                                            |
| 2. März 2014       | Skispringen, Frauen            | Weltcup         | HS100   | Sara Takanashi                                                                      | Jessica Jerome                                                            | Evelyn Insam                                                                        |
| 25. September 2014 | Skispringen, Männer            | FIS-Springen    | HS71    | Ștefan Blega                                                                        | Robert Valentin Tatu                                                      | Constantin Robert Buzescu Purice                                                    |
| 25. September 2014 | Skispringen, Frauen            | FIS-Springen    | HS71    | Carina Militaru                                                                     | Daniela Haralambie                                                        | Andreea Diana Trâmbițaș                                                             |
| 26. September 2014 | Skispringen, Männer            | FIS-Springen    | HS71    | Robert Valentin Tatu                                                                | Ștefan Blega                                                              | Constantin Robert Buzescu Purice                                                    |
| 26. September 2014 | Skispringen, Frauen            | FIS-Springen    | HS71    | Daniela Haralambie                                                                  | Carina Militaru                                                           | Bianca Elena Ştefănuţă                                                              |
| 27. September 2014 | Skispringen, Männer            | FIS Cup         | HS100   | Wladimir Sografski                                                                  | Krzysztof Leja                                                            | Łukasz Podżorski                                                                    |
| 27. September 2014 | Skispringen, Frauen            | FIS Cup         | HS71    | Ayaka Igarashi                                                                      | Daniela Haralambie                                                        | Lisa Wiegele                                                                        |
| 28. September 2014 | Skispringen, Männer            | FIS Cup         | HS100   | Wladimir Sografski                                                                  | Keiichi Satō                                                              | Łukasz Podżorski                                                                    |
| 28. September 2014 | Skispringen, Frauen            | FIS Cup         | HS71    | Daniela Haralambie                                                                  | Ayaka Igarashi                                                            | Lisa Wiegele                                                                        |
| 7. Februar 2015    | Skispringen, Frauen            | Weltcup         | HS100   | Daniela Iraschko-Stolz                                                              | Sara Takanashi                                                            | Maren Lundby                                                                        |
| 8. Februar 2015    | Skispringen, Frauen            | Weltcup         | HS100   | Sara Takanashi                                                                      | Nita Englund                                                              | Daniela Iraschko-Stolz                                                              |
| 24. September 2015 | Skispringen, Männer            | FIS-Springen    | HS71    | Muhammet İrfan Çintımar                                                             | Ayberk Demir                                                              | Fatih Arda İpcioğlu                                                                 |
| 24. September 2015 | Skispringen, Frauen            | FIS-Springen    | HS71    | Kinga Rajda                                                                         | Carina Militaru Virág Vörös                                               |                                                                                     |
| 25. September 2015 | Skispringen, Männer            | FIS-Springen    | HS71    | Muhammet İrfan Çintımar                                                             | Fatih Arda İpcioğlu                                                       | Münir Güngen                                                                        |
| 25. September 2015 | Skispringen, Frauen            | FIS-Springen    | HS71    | Kinga Rajda                                                                         | Carina Militaru                                                           | Andreea Diana Trâmbițaș                                                             |
| 26. September 2015 | Skispringen, Männer            | FIS Cup         | HS100   | Jure Šinkovec                                                                       | Tim Fuchs                                                                 | David Siegel                                                                        |
| 26. September 2015 | Skispringen, Frauen            | FIS Cup         | HS100   | Daniela Haralambie                                                                  | Linda Grabner                                                             | Kinga Rajda                                                                         |
| 27. September 2015 | Skispringen, Männer            | FIS Cup         | HS100   | Andrzej Stękała                                                                     | Jure Šinkovec                                                             | Tim Fuchs                                                                           |
| 27. September 2015 | Skispringen, Frauen            | FIS Cup         | HS100   | Daniela Haralambie                                                                  | Linda Grabner                                                             | Kinga Rajda                                                                         |
| 23. Februar 2016   | Skispringen, Frauen            | Junioren-WM     | HS100   | Chiara Hölzl                                                                        | Katharina Althaus                                                         | Sofja Tichonowa                                                                     |
| 23. Februar 2016   | Skispringen, Männer            | Junioren-WM     | HS100   | David Siegel                                                                        | Domen Prevc                                                               | Ryōyū Kobayashi                                                                     |
| 24. Februar 2016   | Skispringen, Mixed             | Junioren-WM     | HS100   | SlowenienNika Križnar Bor Pavlovčič Ema Klinec Domen Prevc                          | ÖsterreichClaudia Purker Maximilian Steiner Chiara Hölzl Janni Reisenauer | DeutschlandKatharina Althaus Tim Fuchs Anna Rupprecht David Siegel                  |
| 24. Februar 2016   | Skispringen, Männer            | Junioren-WM     | HS100   | DeutschlandJonathan Siegel Adrian Sell Tim Fuchs David Siegel                       | NorwegenMarius Lindvik Are Sumstad Robin Pedersen Halvor Egner Granerud   | JapanMasamitsu Itō Yūken Iwasa Naoki Nakamura Ryōyū Kobayashi                       |
| 29. September 2016 | Skispringen, Männer            | FIS-Springen    | HS71    | Nicolae Sorin Mitrofan                                                              | Ștefan Blega                                                              | Dmytro Masurtschuk                                                                  |
| 29. September 2016 | Skispringen, Frauen            | FIS-Springen    | HS71    | Andreea Diana Trâmbițaș                                                             | Virág Vörös                                                               | Šarlote Šķēle                                                                       |
| 30. September 2016 | Skispringen, Männer            | FIS-Springen    | HS71    | Ștefan Blega                                                                        | Mihnea Spulber                                                            | Muhammed Ali Bedir                                                                  |
| 30. September 2016 | Skispringen, Frauen            | FIS-Springen    | HS71    | Andreea Diana Trâmbițaș                                                             | Šarlote Šķēle                                                             | Carina Militaru                                                                     |
| 1. Oktober 2016    | Skispringen, Männer            | FIS Cup         | HS100   | Stefan Huber                                                                        | Paweł Wąsek                                                               | Felix Hoffmann                                                                      |
| 1. Oktober 2016    | Skispringen, Frauen            | FIS Cup         | HS100   | Daniela Haralambie                                                                  | Alexandra Baranzewa Sophie Mair                                           |                                                                                     |
| 2. Oktober 2016    | Skispringen, Männer            | FIS Cup         | HS100   | Paweł Wąsek                                                                         | Julian Hahn                                                               | Felix Hoffmann                                                                      |
| 2. Oktober 2016    | Skispringen, Frauen            | FIS Cup         | HS100   | Daniela Haralambie                                                                  | Alexandra Baranzewa                                                       | Sophie Mair                                                                         |
| 28. Januar 2017    | Skispringen, Frauen            | Weltcup         | HS100   | Maren Lundby                                                                        | Sara Takanashi                                                            | Yūki Itō                                                                            |
| 29. Januar 2017    | Skispringen, Frauen            | Weltcup         | HS100   | Sara Takanashi                                                                      | Maren Lundby                                                              | Daniela Iraschko-Stolz                                                              |
| 20. September 2017 | Skispringen, Frauen            | FIS-Springen    | HS71    | Kamila Karpiel                                                                      | Anna Twardosz                                                             | Paulina Cieślar                                                                     |
| 20. September 2017 | Skispringen, Männer            | FIS-Springen    | HS71    | Radek Selcer                                                                        | Jakub Šikola                                                              | Ilja Baskakow                                                                       |
| 21. September 2017 | Skispringen, Frauen            | FIS Cup         | HS100   | Daniela Haralambie                                                                  | Kamila Karpiel                                                            | Štěpánka Ptáčková                                                                   |
| 21. September 2017 | Skispringen, Männer            | FIS Cup         | HS100   | Markus Rupitsch                                                                     | Dominik Mayländer                                                         | Philipp Aschenwald                                                                  |
| 22. September 2017 | Skispringen, Frauen            | FIS Cup         | HS100   | Daniela Haralambie                                                                  | Kamila Karpiel                                                            | Kinga Rajda                                                                         |
| 22. September 2017 | Skispringen, Männer            | FIS Cup         | HS100   | Dominik Mayländer                                                                   | Aljaž Osterc                                                              | Mika Schwann                                                                        |
| 23. September 2017 | Skispringen, Männer            | Continental Cup | HS100   | Pius Paschke                                                                        | Timi Zajc                                                                 | Joachim Hauer                                                                       |
| 24. September 2017 | Skispringen, Männer            | Continental Cup | HS100   | Pius Paschke                                                                        | Tilen Bartol                                                              | Daniel Huber                                                                        |
| 3. März 2018       | Skispringen, Frauen            | Weltcup         | HS97    | Katharina Althaus                                                                   | Maren Lundby                                                              | Carina Vogt                                                                         |
| 4. März 2018       | Skispringen, Frauen            | Weltcup         | HS97    | Maren Lundby                                                                        | Katharina Althaus                                                         | Nika Križnar                                                                        |
| 14. September 2018 | Skispringen, Frauen            | FIS-Carpath-Cup | HS71    | Annika Sieff                                                                        | Witalina Jerasymiuk                                                       | Annika Belshaw                                                                      |
| 14. September 2018 | Skispringen, Männer            | FIS-Carpath-Cup | HS71    | Andrew Urlaub                                                                       | Radu Mihai Păcurar                                                        | Radek Selcer                                                                        |
| 15. September 2018 | Skispringen, Frauen            | FIS Cup         | HS97    | Daniela Haralambie                                                                  | Anna Twardosz                                                             | Andreea Diana Trâmbițaș                                                             |
| 15. September 2018 | Skispringen, Männer            | FIS Cup         | HS97    | Ren Nikaidō                                                                         | Philipp Raimund                                                           | Jan Hörl                                                                            |
| 16. September 2018 | Skispringen, Frauen            | FIS Cup         | HS97    | Daniela Haralambie                                                                  | Anna Twardosz                                                             | Andreea Diana Trâmbițaș                                                             |
| 16. September 2018 | Skispringen, Männer            | FIS Cup         | HS97    | Ren Nikaidō                                                                         | Johannes Schubert                                                         | Dominik Mayländer                                                                   |
| 22. September 2018 | Skispringen, Männer            | Grand Prix      | HS97    | Karl Geiger                                                                         | Piotr Żyła                                                                | Jewgeni Klimow                                                                      |
| 23. September 2018 | Skispringen, Männer            | Grand Prix      | HS97    | Karl Geiger                                                                         | Jewgeni Klimow                                                            | Dawid Kubacki                                                                       |
| 26. Januar 2019    | Skispringen, Frauen            | Weltcup         | HS97    | Maren Lundby                                                                        | Katharina Althaus                                                         | Sara Takanashi                                                                      |
| 27. Januar 2019    | Skispringen, Frauen            | Weltcup         | HS97    | Maren Lundby                                                                        | Carina Vogt                                                               | Juliane Seyfarth                                                                    |
| 23. August 2019    | Skispringen, Frauen            | FIS-Carpath-Cup | HS71    | Štěpánka Ptáčková                                                                   | Klára Ulrichová                                                           | Veronika Jenčová                                                                    |
| 23. August 2019    | Skispringen, Männer            | FIS-Carpath-Cup | HS71    | Radu Mihai Păcurar                                                                  | Radek Rýdl                                                                | Kasperi Valto                                                                       |
| 24. August 2019    | Skispringen, Frauen            | FIS Cup         | HS97    | Daniela Haralambie                                                                  | Klára Ulrichová                                                           | Virág Vörös                                                                         |
| 24. August 2019    | Skispringen, Männer            | FIS Cup         | HS97    | Markus Rupitsch                                                                     | Adam Niżnik                                                               | Yūto Nakamura                                                                       |
| 25. August 2019    | Skispringen, Frauen            | FIS Cup         | HS97    | Daniela Haralambie                                                                  | Štěpánka Ptáčková                                                         | Klára Ulrichová                                                                     |
| 25. August 2019    | Skispringen, Männer            | FIS Cup         | HS97    | Markus Rupitsch                                                                     | Adam Niżnik                                                               | Shinya Komaba                                                                       |
| 31. August 2019    | Skispringen, Männer            | Continental Cup | HS97    | Rok Justin                                                                          | Markus Schiffner                                                          | Stefan Hula                                                                         |
| 1. September 2019  | Skispringen, Männer            | Continental Cup | HS97    | Rok Justin                                                                          | Andreas Granerud Buskum                                                   | Joakim Aune                                                                         |
| 25. Januar 2020    | Skispringen, Frauen            | Weltcup         | HS97    | Chiara Hölzl                                                                        | Katharina Althaus                                                         | Eva Pinkelnig                                                                       |
| 26. Januar 2020    | Skispringen, Frauen            | Weltcup         | HS97    | Maren Lundby                                                                        | Eva Pinkelnig                                                             | Chiara Hölzl                                                                        |
| 21. Februar 2020   | Skispringen, Männer            | Weltcup         | HS97    | Karl Geiger                                                                         | Stephan Leyhe                                                             | Stefan Kraft                                                                        |
| 22. Februar 2020   | Skispringen, Männer            | Weltcup         | HS97    | Stefan Kraft                                                                        | Karl Geiger                                                               | Constantin Schmid                                                                   |
| 3. Oktober 2020    | Skispringen, Männer            | FIS Cup         | HS97    | Jewhen Marussjak                                                                    | Nicolae Sorin Mitrofan                                                    | Andrei Feldorean                                                                    |
| 3. Oktober 2020    | Skispringen, Frauen            | FIS Cup         | HS97    | Wettkampf abgesagt                                                                  | Wettkampf abgesagt                                                        | Wettkampf abgesagt                                                                  |
| 4. Oktober 2020    | Skispringen, Männer            | FIS Cup         | HS97    | Witalij Kalinitschenko                                                              | Jewhen Marussjak                                                          | Benedikt Holub                                                                      |
| 4. Oktober 2020    | Skispringen, Frauen            | FIS Cup         | HS97    | Wettkampf abgesagt                                                                  | Wettkampf abgesagt                                                        | Wettkampf abgesagt                                                                  |
| 10. Oktober 2020   | Skispringen, Männer            | Continental Cup | HS97    | Wettkampf abgesagt                                                                  | Wettkampf abgesagt                                                        | Wettkampf abgesagt                                                                  |
| 10. Oktober 2020   | Skispringen, Frauen            | Continental Cup | HS97    | Wettkampf abgesagt                                                                  | Wettkampf abgesagt                                                        | Wettkampf abgesagt                                                                  |
| 11. Oktober 2020   | Skispringen, Männer            | Continental Cup | HS97    | Wettkampf abgesagt                                                                  | Wettkampf abgesagt                                                        | Wettkampf abgesagt                                                                  |
| 11. Oktober 2020   | Skispringen, Frauen            | Continental Cup | HS97    | Wettkampf abgesagt                                                                  | Wettkampf abgesagt                                                        | Wettkampf abgesagt                                                                  |
| 18. Februar 2021   | Skispringen, Frauen            | Weltcup         | HS97    | Nika Križnar                                                                        | Sara Takanashi                                                            | Silje Opseth                                                                        |
| 19. Februar 2021   | Skispringen, Frauen            | Weltcup         | HS97    | Sara Takanashi                                                                      | Silje Opseth                                                              | Nika Križnar                                                                        |
| 19. Februar 2021   | Skispringen, Männer            | Weltcup         | HS97    | Ryōyū Kobayashi                                                                     | Kamil Stoch                                                               | Karl Geiger                                                                         |
| 20. Februar 2021   | Skispringen, Mixed             | Weltcup         | HS97    | NorwegenMaren Lundby Daniel-André Tande Silje Opseth Halvor Egner Granerud          | SlowenienNika Križnar Cene Prevc Ema Klinec Žiga Jelar                    | ÖsterreichEva Pinkelnig Daniel Tschofenig Daniela Iraschko-Stolz Manuel Fettner     |
| 21. August 2021    | Skispringen, Frauen            | Continental Cup | HS97    | Jerneja Brecl                                                                       | Wang Liangyao                                                             | Dong Bing                                                                           |
| 21. August 2021    | Skispringen, Männer            | Continental Cup | HS97    | Manuel Fettner                                                                      | Ulrich Wohlgenannt                                                        | Mika Schwann                                                                        |
| 22. August 2021    | Skispringen, Frauen            | Continental Cup | HS97    | Jerneja Brecl                                                                       | Dong Bing                                                                 | Joanna Szwab                                                                        |
| 22. August 2021    | Skispringen, Männer            | Continental Cup | HS97    | Mika Schwann                                                                        | Manuel Fettner                                                            | Andrew Urlaub                                                                       |
| 18. September 2021 | Skispringen, Männer            | Grand Prix      | HS97    | Wettkampf abgesagt                                                                  | Wettkampf abgesagt                                                        | Wettkampf abgesagt                                                                  |
| 19. September 2021 | Skispringen, Männer            | Grand Prix      | HS97    | Wettkampf abgesagt                                                                  | Wettkampf abgesagt                                                        | Wettkampf abgesagt                                                                  |
| 17. September 2022 | Skispringen, Frauen            | Grand Prix      | HS97    | Eva Pinkelnig                                                                       | Urša Bogataj                                                              | Nika Prevc                                                                          |
| 17. September 2022 | Skispringen, Super Team Männer | Grand Prix      | HS97    | ÖsterreichDaniel Tschofenig Manuel Fettner                                          | PolenStefan Hula Paweł Wąsek                                              | JapanReruhi Shimizu Ren Nikaidō                                                     |
| 17. September 2022 | Skispringen, Männer            | Grand Prix      | HS97    | Ren Nikaidō                                                                         | Paweł Wąsek                                                               | Wladimir Sografski                                                                  |
| 18. September 2022 | Skispringen, Team Mixed        | Grand Prix      | HS97    | ÖsterreichJulia Mühlbacher Jan Hörl Eva Pinkelnig Daniel Tschofenig                 | SlowenienNika Prevc Patrik Vitez Urša Bogataj Peter Prevc                 | NorwegenThea Minyan Bjørseth Bendik Jakobsen Heggli Silje Opseth Fredrik Villumstad |
| 17. Februar 2023   | Skispringen, Frauen            | Weltcup         | HS97    | Katharina Althaus                                                                   | Eva Pinkelnig                                                             | Eirin Maria Kvandal                                                                 |
| 18. Februar 2023   | Skispringen, Frauen            | Weltcup         | HS97    | Anna Odine Strøm                                                                    | Eva Pinkelnig                                                             | Julia Mühlbacher                                                                    |
| 18. Februar 2023   | Skispringen, Männer            | Weltcup         | HS97    | Andreas Wellinger                                                                   | Žiga Jelar                                                                | Karl Geiger                                                                         |
| 19. Februar 2023   | Skispringen, Super Team Männer | Weltcup         | HS97    | DeutschlandKarl Geiger Andreas Wellinger                                            | SlowenienMaksim Bartolj Žiga Jelar                                        | ÖsterreichPhilipp Aschenwald Clemens Aigner                                         |